# توماس زينك
توماس زينك (بالألمانية: Thomas Zink)‏ هو رياضياتي ألماني، ولد في 14 أبريل 1949 في برلين في ألمانيا.